# Adam Pichler

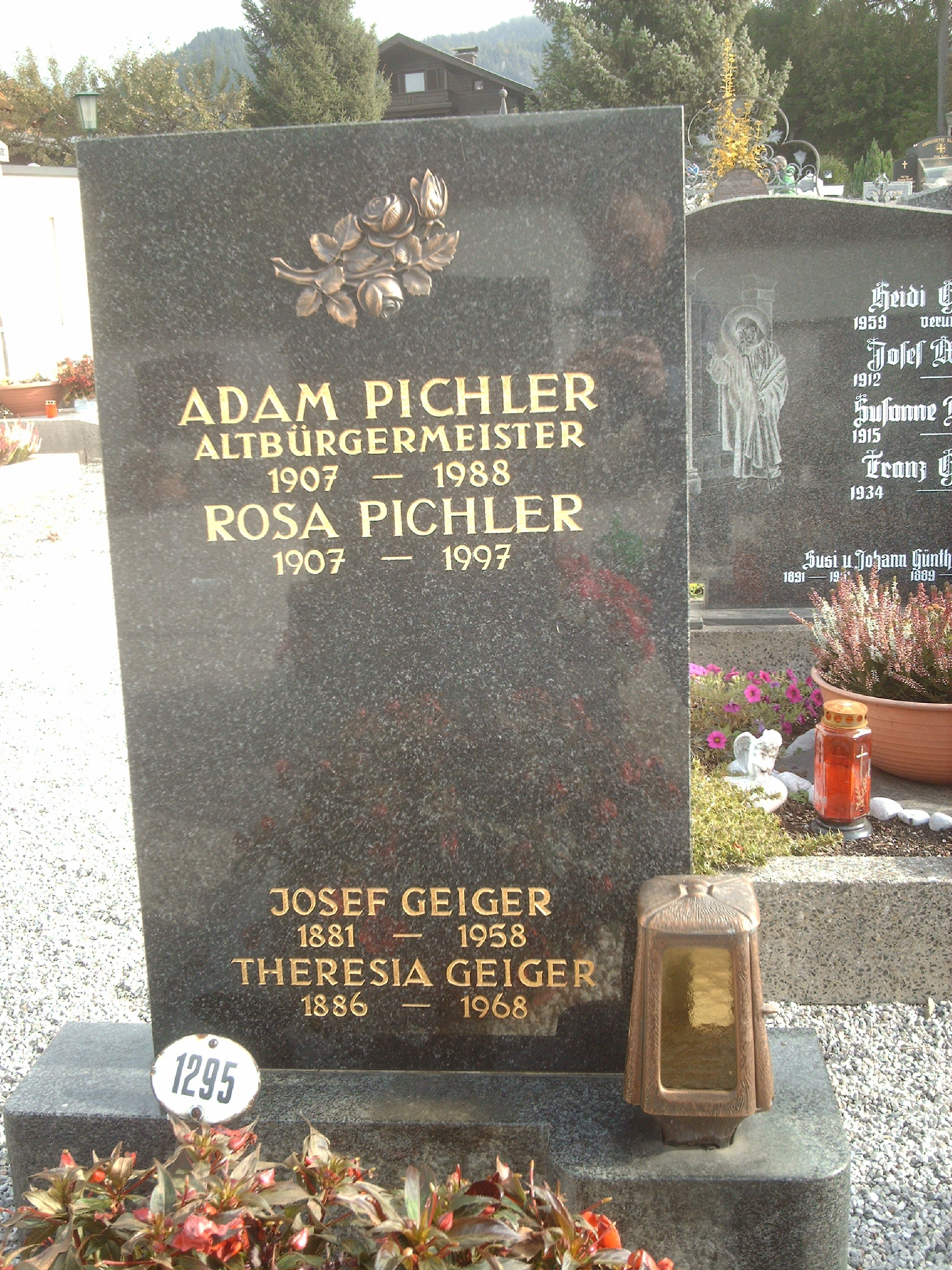
Grab von Adam Pichler in Saalfelden

Adam Pichler (* 18. Dezember 1907 in Hallein; † 6. Juli 1988 in Saalfelden am Steinernen Meer) war ein österreichischer Politiker (SPÖ) und Kaufmann. Er war von 1961 bis 1971 Abgeordneter zum österreichischen Nationalrat.

## Leben
Pichler wechselte nach fünf Klassen Volksschule für drei Klassen an eine Bürgerschule und absolvierte danach eine Landwirtschaftsschule und eine kaufmännische Berufsschule. Er erlernte den Beruf des Kaufmanns und machte sich 1950 als Gewerbetreibender selbständig.

## Politik
Politisch war Pichler ab 1949 als Bürgermeister von Saalfelden aktiv, zudem wirkte er innerparteilich ab 1955 als Bezirksparteivorsitzender der SPÖ Pinzgau. Er vertrat die SPÖ vom 30. Jänner 1961 bis zum 4. November 1971 im Nationalrat.
Pichler war zur Zeit des Zweiten Weltkrieges ein Nationalsozialist.